# A tegnap szigete
A tegnap szigete (olaszul: L'isola del giorno prima) Umberto Eco harmadik regénye. Az olasz eredeti 1994-ben jelent meg, magyarul pedig Barna Imre fordításában jelent meg az Európa Könyvkiadónál 1998-ban.

## Történet
|  | Alább a cselekmény részletei következnek! |

Roberto de la Grive, egy XVII. századi olasz fiatalember túlél egy hajótörést valahol a Csendes-óceánon. Néhány napig hánykolódik a tengeren elsüllyed hajója roncsaiba kapaszkodva, majd az áramlatok egy másik hajó mellé sodorják, amire felkapaszkodik. Ennek a hajónak a neve Daphne, és az óceán egy szigetének az öblében van lehorgonyozva, a szigettől mintegy egy mérföldre, elhagyatottan. Roberto tehát túlélte a hajótörést, azonban csapdába esett, mert nem tud úszni, ezért a sziget elérhetetlen számára.
Roberto szépen lassan elkezdni felfedezni a hajót. Először csak éjszaka mer kimozdulni rejtekhelyéről, a kapitány kabinjából, mert zavarja a nappali fényesség, majd fokozatosan egyre többet marad fenn nappal is. Látcsővel a közeli szigetet is vizsgálja, ami szintén elhagyatottnak tűnik. Felfedezései közben leveleket kezd írni úrnőjének, egy titokzatos hölgynek, akivel még Párizsban találkozott.
Ezekből a levelekből ismerjük meg Roberto múltját, gyerekkorát, Monferrato ostromát, párizsi fiatalkori kalandjait, végül magát az úrnőt és ezekből a ránk maradt levelekből értesülünk a hajótörésről is, és arról, hogy mi történt Robertoval a Daphne fedélzetén.
A hajó fedélzetén azonban különös jelenségeket tapasztal, és egyre inkább arra gyanakszik, hogy még sincs teljesen egyedül. Többszöri sikertelen próbálkozás után végül rátalál a titokzatos idegenre, Caspar atyára, az idős jezsuita szerzetesre. Caspar atya az egyetlen túlélője a hajó eredeti legénységének. A kapitány és legénysége a pestistől való félelmükben egyedül hagyták az atyát a hajón, és a szigetre menekültek, ahol azonban a bennszülöttek támadásának az áldozatává váltak.
Caspar atya és Roberto hosszú beszélgetésekbe bocsátkoznak és kiderül, hogy mind a ketten ugyanazt a titkot kutatva szálltak tengerre. Meg akarták találni a Salamon-szigeteket, és rá akartak jönni hogyan lehetne a hajók helyzetét pontosan meghatározni a nyílt tengeren. Caspar atya úgy hiszi, hogy találmánya, a Specola Melitense megoldja ezt a problémát, és már csak az utolsó kísérletek elvégzése van hátra ahhoz, hogy meggyőzze erről a szkeptikusokat is.
A kísérlet elvégzése azonban egy véletlen folytán kudarcba fullad, és a megismétléséhez ki kellene jutniuk a szigetre, hogy pótoljanak egy megsérült alkatrészt, az atya által készített szerkezetben. Azonban egyikük sem tud úszni. Az atya elszántsága azonban nem ismer határokat, ezért először Robertonak kezd el úszóleckéket adni, majd amikor megriad attól, hogy Roberto lelkiüdvének nem használ a sok úszás, akkor maga próbálkozik átjutni a szigetre. Ő azonban már túl idősnek tartja magát az úszáshoz, ezért egy újabb találmányát hozza fel a hajó raktárából: egy kezdetleges búvárruhafélét.
|  | Itt a vége a cselekmény részletezésének! |

## Megjelenések

### Olasz nyelven
1. L'isola del giorno prima, Bompiani, Milano, 1994
2. L'isola del giorno prima, Tascabili Bompiani, Milano, 2004
3. L'isola del giorno prima, Bompiani, Milano, 2006

### Magyarul
1. A tegnap szigete; ford.: Barna Imre; Európa, Bp., 1998